# Trupejevo Poldne
 El Trupejevo Poldne (1931 m) (en alemán: Techantinger Mittagskogel) es un pico en los Karawanks occidentales, en la frontera entre Eslovenia y Austria. Desde el lado esloveno se puede acceder desde el asentamiento de Gozd Martuljek a través de Srednji vrh. Desde el lado austriaco, un camino desde el pueblo de Tetchanting, al sur de Villach, del cual recibe su nombre alemán, conduce a pastos de montaña bajo la cima. Recibe su nombre esloveno del Trupej ( en alemán: Truppe ) granja al norte de la cumbre, en el lado austriaco. Es visitado por excursionistas y también es adecuado para el esquí en invierno y primavera.
La cumbre ofrece bonitas vistas a través del valle del Alto Sava hacia Špik en los Alpes Julianos en el lado esloveno y en Carintia en el lado austriaco. Los picos vecinos en los Karawanks incluyen el Maloško Poldne/Mallestiger Mittagskogel (1828 m) y el Kepa/Mittagskogel (2143 m) al este y Mojstrovica (1816 m) y Visoki Kurji vrh (1828 m) al sureste.